# Azzurra

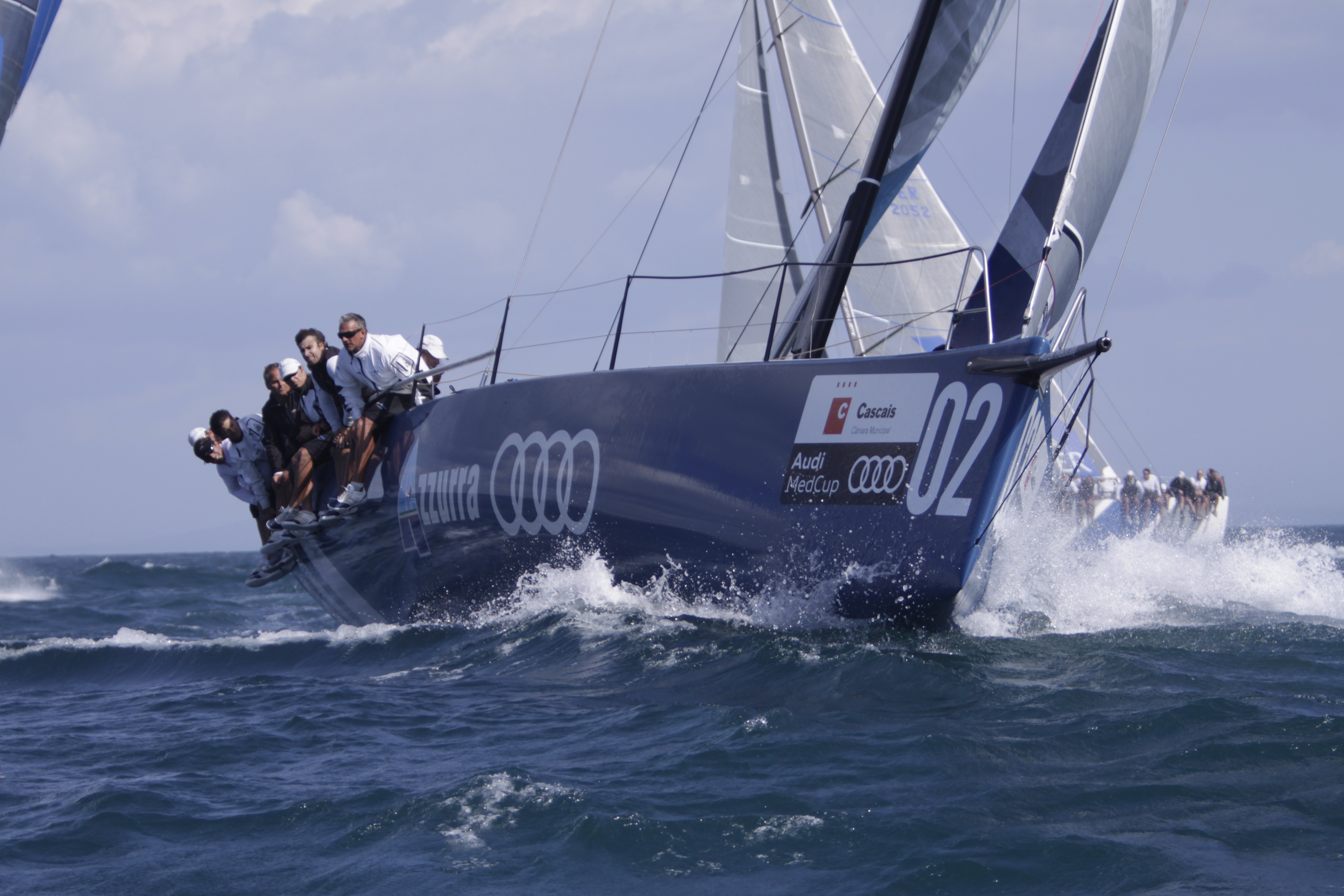
Azzurra compitiendo en Cascaes durante el Circuito Audi MedCup de 2011.

Azzurra es un equipo de vela del Yacht Club Costa Smeralda. 

## Historia
Fue creado en 1982 por Gianni Agnelli y el Aga Khan IV para participar en la Copa América de 1983, en la que compitió con el nombre de "Sfida Italiana America Cup 1983". Repitió participación en la edición de 1987 con el nombre oficial de "Consorzio Azzurra".
Posteriormente pasó a ser propiedad del argentino Alberto Roemmers y sus hijos Alberto y Pablo, compitiendo en el Circuito Audi MedCup hasta 2011 y en las 52 Super Series desde 2012. Su patrón es Guillermo Parada.